# Rada królewska
Rada królewska, rada koronna, rada książęca (łac. Curia Regis) – w średniowiecznych monarchiach europejskich grupa najwyższych dostojników, w gronie których panujący podejmował najważniejsze decyzje; w wielu krajach przekształciła się w wyższą izbę parlamentu.

## Rada królewska w Polsce

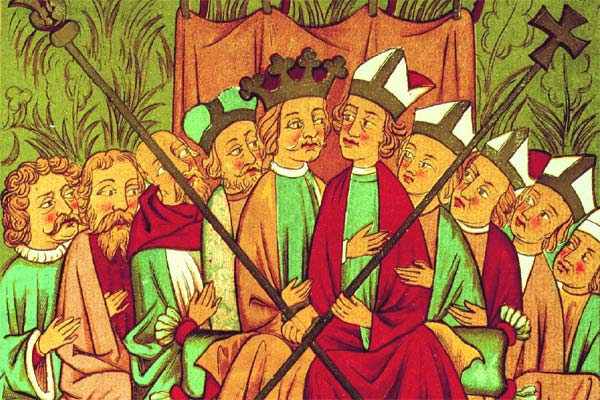
Wiec Kazimierza Wielkiego

W Polsce we wczesnym średniowieczu skład Rady zależał wyłącznie od woli monarchy – powoływał on do niej ludzi, których darzył swym zaufaniem.
Z czasem zaczęto przyjmować, że niektórzy najwyżsi urzędnicy wchodzą do niej z racji sprawowanych funkcji, zaś król ma prawo powoływać do rady nowych dodatkowych członków wedle swego uznania.
Urzędnicy wchodzący do rady na stałe:
- kanclerz wielki koronny
- podkanclerzy koronny
- marszałek wielki koronny
- podskarbi wielki koronny
- dygnitarze ziemscy
- arcybiskup gnieźnieński
- arcybiskup lwowski
- biskupi katoliccy

Rada zajmowała się decydowaniem o najważniejszych sprawach państwa. Jej prawa nie były prawnie ustalone – określał je zwyczaj i praktyka. Jedyna prawna regulacja kompetencji Rady pochodzi z 1422 r., gdy postanowiono, iż król musi uzyskać zgodę rady w sprawach dotyczących bicia monety. W czasach panowania Władysława III Warneńczyka wzrosła jej rola na skutek małoletniości króla, a później jego nieobecności w Królestwie Polskim po 1440 r.
Na mocy postanowień II pokoju toruńskiego z 1466 roku wielki mistrz zakonu krzyżackiego był na wezwanie króla Polski zobowiązany do uczestnictwa w radzie królewskiej z prawem udziału w elekcji nowego władcy włącznie.
Rada wraz z królem tworzyła sąd królewski.
Pod koniec XV wieku Rada przerodziła się w senat.